# Chanchamayo FC
Chanchamayo FC es un club de fútbol de la ciudad de La Merced, capital de la provincia de Chanchamayo, en el departamento de Junín, en el Perú. Fundado con el nombre de Social Deportivo Hostal Rey, jugó la Primera División del Perú entre 1984 y 1985, durante los Campeonatos Regionales.

## Historia

### Los inicios (1979-1983)
El año 1979, tras una buena campaña del Deportivo Francia, que con el apoyo de Eugenio Chiong Olivares logró proclamarse campeón Departamental de Junín, el empresario decidió fundar el Social Deportivo Hostal Rey. Este equipo cumplió destacadas particiones en la Copa Perú de los años 1982 y 1983, por lo cual fue invitado a participar del primer campeonato regional el año 1984.

### Campeonatos regionales (1984-1985)
El Hostal Rey, que contaba con algunos jugadores conocidos, no cumplió una destacada campaña en su primer año en la Primera División. Con dos triunfos (ante Deportivo Junín y Defensor ANDA como local, dos empates y 12 derrotas, ocupó el último lugar del Regional Centro, que ese año campeonaría su vecino ADT. El equipo chanchamayino logró conservar la categoría vía el torneo de intermedia.
Tras esta campaña, el nombre del equipo cambiaría a Chanchamayo FC, para lograr mayor identificación con su ciudad. No obstante, al año siguiente también tendría una mala campaña: cuatro victorias, cinco empates y seis derrotas lo mandaron al descenso.

### Vuelta a Copa Perú
En los años siguientes, Chanchamayo FC jugó la Liga Distrital de La Merced. En 2009, dirigido por la dupla técnica de Mario "El Chato" Flores y José "Lulo" Rodríguez, fue eliminado en la semifinal de la Etapa Provincial por Deportivo Municipal de Perené. En la década siguiente dejó de participar y desapareció.

## Datos del club
- Fundación: 1977
- Temporadas en 1ª: 2
- Temporadas en 2ª: 0
- Mayor Goleada Conseguida: Chanchamayo FC 4 - León de Huánuco 0
- Mayor Goleada Recibida: Chanchamayo FC 0 - ADT 5

## Palmarés
| Competición regional              | Títulos   | Subcampeonatos |
| --------------------------------- | --------- | -------------- |
| Liga Departamental de Junín (2/0) | 1982,1989 |                |